# Cuarteto para instrumentos de muerte
Cuarteto para instrumentos de muerte es una serie de televisión de Televisión Nacional de Chile, emitida entre el 21 de julio y el 20 de agosto de 1970. Consta de 22 capítulos de 23 minutos cada uno (aprox.) y es considerada la primera serie policial de Chile.
Tras su emisión, que ocurría de lunes a viernes a las 15:00, el espacio fue ocupado por la teleserie El padre Gallo. Las grabaciones de los últimos capítulos en los estudios de Protab generaron una pelea verbal entre Silvia Santelices y Agustín Vargas, luego que este calificara de «bodrio» el episodio final.

## Ficha técnica
- Creador: Camilo Pérez de Arce
- Guion: Silvia Santaella
- Director: José Caviedes

## Trama
La historia trata de una familia de rusos blancos millonarios que viven en Nueva York, todos músicos. Ellos eran la familia Klavitz. Uno de ellos es asesinado, y Teo (Leonardo Perucci) es encargado de la investigación. Toda la familia es sospechosa. Él se involucra sentimentalmente con Natalia (Silvia Santelices) y Rosanne O'Neill (Anita Klesky) hermana y novia de la víctima. Al final la menos sospechosa de la telenovela, Natalia, resulta ser la asesina.

## Elenco
- Enrique Heine como Vladimir Klavitz.
- Leonardo Perucci como Teo.
- Silvia Santelices como Natalia Klavitz.
- Marcelo Romo como ?
- Anita Klesky como Rossane O'Neill.
- Mario Montilles como ?
- Mario Lorca como ?
- Sergio Aguirre como ?.
- Sergio González como ?